# Dock Corner
Dock Corner est une communauté du Canada située dans le comté de Prince, sur l'Île-du-Prince-Édouard. Elle se trouve à l'ouest d'Alberton.